# Quinta das Torres
A Quinta das Torres e o seu Palácio, localizado na EN10 entre Vila Fresca e Vila Nogueira de Azeitão, na freguesia de Azeitão, município de Setúbal, e datável de cerca de 1560, é um dos mais importantes e belos conjuntos arquitectónicos renascentistas do país.
O Palácio da Quinta das Torres está classificado como Imóvel de Interesse Público desde 1996.

## Descrição
No seu interior, quase todas as salas possuem tectos de madeira, portas à romana e painéis de azulejos na parede. Merece especial destaque um notável conjunto de azulejos em majólica com cenas da Eneida, provavelmente provenientes de Urbino (Itália). Junto ao edifício um pequeno lago em cujo centro se eleva um templete. Todo o conjunto é envolvido por arvoredo que cria um ambiente quase idílico.
A casa apalaçada apresenta determinadas características que estão na origem da denominação Quinta das Torres: constitui um quadrilátero com um torreão em cada ângulo, centrado por um pátio a céu aberto, para onde deita um pórtico bem delineado, encimado por duas pirâmides cujas agulhas sobem acima do edifício.
Hoje funciona apenas como casa privada, dando espaço a eventos como casamentos, gravações de telenovelas (jardins proibidos)etc. No final de 2012, o videoclipe de 'El Beso', um dos temas do disco de Pablo Alborán, "Tanto", foi filmado na Quinta das Torres, em Azeitão.